# 65 Armia (ZSRR)
65 Armia (ros. 65-я армия) – związek operacyjny Armii Czerwonej z okresu II wojny światowej i tuż powojennego.

## Historia
65 Armia (65 A) została sformowana w 1942. Wchodząc w skład Frontu Dońskiego brała udział w bitwie stalingradzkiej oraz w operacji Uran (19.11.1942-02.02.1943) mającej za zadanie okrążenie wojsk niemieckich pod Stalingradem. W tym czasie tworzyły ją następujące jednostki: 27 Gwardyjska Dywizja Piechoty, 304 Dywizja Piechoty, 321 Dywizja Piechoty i 91 Brygada Pancerna. W czasie walk na łuku kurskim zajmowała odcinek frontu Seleno-Litiż, naprzeciw niemieckiego XX Korpusu Armijnego.
Następnie w składzie Frontu Centralnego i 1 Frontu Białoruskiego.  Uczestniczyła w operacji bobrujskiej i operacji brzesko-lubelskiej.
Pod koniec 1943 roku gen. Paweł Batow, dowodzący 65 Armią otrzymał tytuł Bohatera Związku Radzieckiego, wraz z nim tytuł ten nadano jeszcze 183 żołnierzom z 65 Armii. Podczas Operacji Bagration prowadzonej przez Armię Czerwoną od 22 czerwca 1944, 65 Armia zdobyła Bobrujsk, eliminując z dalszej walki około 70 000 żołnierzy niemieckich. W czasie wybuchu powstania warszawskiego (1 sierpnia 1944) toczyła walki z oddziałami niemieckimi około 100 km na wschód i północny wschód od Warszawy.
Od 1945 w składzie 2 Frontu Białoruskiego prowadziła działania ofensywne w ramach operacji wiślańsko-odrzańskiej, w tym operację mławsko-elbląską. W dniu rozpoczęcia operacji berlińskiej (16 kwietnia 1945) w skład 65 Armii wchodził 18 Korpus Piechoty, 46 Korpus Piechoty i 105 Korpus Piechoty. W 1945 została przeformowana w 7 Armię Zmechanizowaną.

## Dowództwo armii
Dowódca:
- gen. lejtn./gen. płk Paweł Batow (22.10.1942-1945)

Członkowie rady wojennej: 
- gen. mjr Nikołaj Radeckij
- płk Grigorij Griszko

Szef sztabu:
- gen. mjr Michaił Bobkow[11]

Intendent: 
- gen. mjr Antoni Sakowicz, zastępca dowódcy armii do spraw tyłów.

## Struktura organizacyjna
- 18 Korpus Strzelecki
- 46 Korpus Strzelecki — gen. por. K. Erastow
- 105 Korpus Strzlecki — gen. por. Dmitrij Aleksiejew